# ورن شوپن
ورنون «وِرن» شوپَن (انگلیسی: Vernon "Vern" Schuppan؛ زادهٔ ۱۹ مارس ۱۹۴۳ در بولرو سنتر، استرالیای جنوبی) رانندهٔ سابق مسابقات اتومبیل‌رانی اهل استرالیا است که در فصل‌های ۱۹۷۲، ۱۹۷۴ تا ۱۹۷۵ و سپس دوباره در فصل ۱۹۷۷ در مجموع در سیزده گراند پری از مسابقات جهانی فرمول یک شرکت کرد، اما موفق به کسب هیچ امتیازی نشد.